# Josef Kostelecky
Josef Kostelecky (* 3. April 1914 in Wien; † 24. April 1997 ebenda) war ein österreichischer Politiker (SPÖ). Kostelecky war von 1967 bis 1976 Abgeordneter zum Österreichischen Nationalrat.
Kostelecky besuchte nach der Volksschule drei Jahre lang eine Bürgerschule. Er setzte seine Ausbildung für drei Jahre an einer Fortbildungsschule für Mechaniker fort und absolvierte eine Werkmeisterschule für Maschinenbau und Elektrotechnik. Er erlernte den Beruf des Eisendrehers und war ab 1946 bei den Saurerwerken in der Hanf- und Jutetextilindustrie beschäftigt. 1947 wechselte er in den Dienst der Wiener Verkehrsbetriebe. 
Kostelecky trat 1945 der SPÖ bei und war ab 1951 Kammerrat der Kammer für Arbeiter und Angestellte. 1963 wurde er in den ÖGB-Bundesvorstand gewählt, zwischen 1964 und 1967 war er zudem Abgeordneter zum Wiener Landtag und Gemeinderat. Danach vertrat er die SPÖ vom 17. Mai 1967 bis zum 24. Juni 1970 sowie vom 19. Oktober 1970 bis zum 12. Februar 1976 im Nationalrat.
Josef Kostelecky wurde am Simmeringer Friedhof bestattet. Im Jahr 2001 wurde in Wien-Simmering (11. Bezirk) der Kosteleckyweg nach ihm benannt.